# 女たちの華麗な闘い
『女たちの華麗な闘い』（おんなたちのかれいなたたかい）は、1986年から1992年にテレビ朝日系「土曜ワイド劇場」で放送されたテレビドラマシリーズ。全7回。主演は松尾嘉代、大空眞弓、秋本奈緒美。
第2作『奈良大和路茶の湯の旅・家元相続をめぐる女たちの華麗な斗い』は、2000年に古手川祐子主演でリメイクされた（後述）。

## 概要
- 地位(新グランドマネージャーや新支配人や新理事長等の新しい役職)の座や金や権力をめぐって３人(または２人)の女たちが汚い手を使ったり色仕掛けをしたりしてお互いに火花を散らせながら華麗なバトルを繰り広げていくが殺人事件にまで発展してしまい、３人(または２人)の女のうち、１人が殺されて、そしてまた１人が殺されてしまい、最後に残った女が狙っていた地位の座を手にするのであるが…が基本的なパターンであるが、例外的なパターンもある。

- 女たちの華麗な闘いの舞台は、フィットネスクラブ(東京)を始め、茶道界(奈良)、宝飾界(福井)、テニスクラブ(和歌山)、スキースクール(北海道)、ゴルフクラブ(石川)、マリンスポーツクラブ(沖縄)へと、日本全国色々なところで７回もバトルが繰り広げられていった。

## キャスト
凡例①：◆ - 地位(新役職)の座や相続をめぐる女たちの華麗な闘いで最後まで生き残った女
凡例②：★ - 地位(新役職)の座や相続をめぐる女たちの華麗な闘いで殺人事件の被害者となってしまった女
凡例③：◎ - 最後に笑う女
第1作『アスレチッククラブ・華麗な女の斗い』（1986年）
- 京子（サトミの叔母・高級会員制スポーツクラブ「スウェット」グランドマネージャー） - 松尾嘉代 ◆
- サトミ（仙台から上京してきた女性） - 手塚理美 ◎
- 育代（エアロビクスチーフインストラクター） - 三浦リカ ★②
- 朝子（スイミングチーフインストラクター） - 中島ゆたか ★①
- 刑事 - 左とん平
- 滝田靖一（「スウェット」社長） - 原田大二郎
- 江崎和代、吉佐美聖子、岡谷章子、福井園子、松風香味、風見章子、紅理子、伊尾明子、橘田良江、上野綾子、牧ひとみ、小川真喜子、山田美生子、植村由美、美津井祐子、山本あやせ、田中やよい、松岡久美、名代香子、槇ひろ子、高崎蓉子、山本利恵、近藤準、稲山玄、岩井節夫、吉田豊明、渕野俊太、稲吉靖司

第2作『奈良大和路茶の湯の旅・家元相続をめぐる女たちの華麗な闘い』（1987年）
- 彰子 - 大空眞弓 ★
- 梢 - 南條玲子 ◎
- 室生達矢 - 加納竜
- 広沢 - 北村総一朗
- 室生良基 - 高橋昌也
- 室生朝生 - 中島久之
- 刑事 - 下川辰平
- 室生美弥子 - 松尾嘉代 ◆
- 絵沢萠子、江幡高志、堀光昭、平野稔、宮沢元、早川雄三、宮口二朗、吉佐美聖子、高橋芙美子、近藤準、外山高士、北町嘉朗、鹿島信哉、五十嵐美恵子、今村エリ香、秋田久美子、中西紫野、中本哲夫、はりた照久、谷本幸士郎、守屋直人、吉田真弓

第3作『北陸越前海岸・女たちの華麗な斗い』（1989年）
- 茜舞子 - 大空眞弓 ★
- ミユキ - 小野みゆき ◆
- 倉本 - 藤堂新二
- 立野竜介 - 目黒祐樹
- ハマムラ - 草野大悟
- 相沢英典 - 村井国夫
- 神倉美加 - かとうかずこ ◎
- 江幡高志、宮口二郎、外山高士、堺佐千夫、大林隆介、堀光昭、草野潤平、光岡湧太郎、石田弘志、宮城欣一、内田正樹、細野哲弘、勝美慶子、有騎実穂、稲垣麻紀、浅沼薫美、音羽久米子、ヘレン

第4作『テニススクール・女たちの華麗な斗い』（1989年）
- キョウコ - 松尾嘉代 ◆
- カオリ - 岡安由美子 ◎
- ヨシエ - 藤田美保子 ★②
- クロカワ - 加納竜
- ヤマザキ - 小林昭二
- ユリコ - 小野みゆき ★①
- クラタ - 中山仁
- 松本ちえこ、一谷伸江、松原愛、堀光昭、土師孝也、三谷侑未、大滝優子、小林槇子、彩名津美、板東結子、川崎貴子、白鳥由喜、長沢あゆみ

第5作『スキースクール・女たちの華麗な斗い!』（1991年）
- 町田秀美 - 秋本奈緒美 ◎
- 塚本常雄 - 峰岸徹
- 蓑田繁 - 速水亮
- 塩沢百合子 - 蜷川有紀 ★②
- 寺田明夫 - 宮崎達也
- 金子温子 - 早瀬優香子
- 捜査本部長 - 大林丈史
- 札幌南署刑事 - 堀光昭
- アミューズメントセンター設立関係者 - 若尾義昭
- 小島昌代 - 清水めぐみ ★①
- 杉並東署刑事 - 川崎博司
- 大沢刑事 - 河原崎建三
- 坂口久美子 - 加納みゆき
- 小倉雄三、永谷悟一、扇谷治男、北川陽一郎、木村いさお、堤勝則、阿部利穂、三浦有香子、佃美影、藤川隆、木村光男、滝本昇、山田一雄

第6作『ゴルフスクール・女たちの華麗な闘い』（1992年）
- 大沢治美 - 松尾嘉代 ★②
- 服部誠子 - 洞口依子 ◎
- 井上若葉 - 網浜直子
- 桜井孝雄 - 峰岸徹
- 山田勇次 - 佐藤仁哉
- 伊東捜査主任 - 下川辰平
- 加納蘭子 - 奈美悦子 ★①
- 桜井明子 - 結城しのぶ
- 岡本佳織、三輝みきこ、増野設子、前田悠衣、佃美影、堀光昭、坂口進也、伴直弥、杜沢泰文、岩城力也、加東泉、東由美子、竹中綾、山口亜矢子、稲住ひろみ、武田みわ、十勝花子

第7作『マリンスポーツクラブ・女たちの華麗な闘い!』（1992年）
- 浅見春代 - 松尾嘉代 ◆
- 川添都 - 石田ゆり子 ◎
- 大木源一朗 - 安部徹
- 木村悦子 - 朝比奈順子 ★②
- 大木雄一 - 北詰友樹
- 小田捜査主任 - 佐々木勝彦
- ニシザワ - 下塚誠
- ホリウチ - 堀光昭
- 須藤知恵 - 大信田礼子 ★①
- 伊吹隆司 - 誠直也
- 佃美影、小林節子、仁禮美佐、竹田光裕、平尾仁彰、佐々木秀志

## スタッフ
- 脚本 - 猪又憲吾、須川栄三、長野洋
- 監督 - 永野靖忠
- 音楽 - 津島利章
- ピアノ演奏 - 稲川佳奈子（第1作）
- プロデューサー - 田村嘉男、斎藤進、堀良明、川田方寿、塙淳一、岩永恵
- 制作 - テレビ朝日、東宝映像（第1作 - 第3作）→ 東宝映像美術（第4作）→ センタープロモーション[1]（第5作 - 第7作）

## 放送日程
| 話数 | 放送日         | サブタイトル                                                                       | 脚本     | 監督     | 視聴率 |
| ---- | -------------- | ---------------------------------------------------------------------------------- | -------- | -------- | ------ |
| 1    | 1986年11月08日 | アスレチッククラブ・華麗な女の斗い スイミング・エアロビクス… 女の園に紅い血が散る! | 猪又憲吾 | 永野靖忠 | 22.1%  |
| 2    | 1987年08月01日 | 奈良大和路茶の湯の旅・家元相続をめぐる女たちの華麗な斗い 「野だてで殺人が…」       | 須川栄三 | 永野靖忠 | 21.1%  |
| 3    | 1989年01月21日 | 北陸越前海岸・女たちの華麗な斗い ルビー紅い炎の殺意                                | 須川栄三 | 永野靖忠 | 18.0%  |
| 4    | 1989年09月02日 | テニススクール・女たちの華麗な斗い 東京-南紀勝浦、豪華フェリー殺意の旅             | 猪又憲吾 | 永野靖忠 | 20.2%  |
| 5    | 1991年02月02日 | スキースクール・女たちの華麗な斗い! 札幌-小樽-定山渓、インストラクター連続殺人     | 長野洋   | 永野靖忠 | 16.6%  |
| 6    | 1992年03月14日 | ゴルフスクール・女たちの華麗な斗い 湯けむり山代温泉ツァーに殺意の影が忍びよる…     | 長野洋   | 永野靖忠 | 15.8%  |
| 7    | 1992年08月29日 | マリンスポーツクラブ・女たちの華麗な闘い! 沖縄久米島さんご礁に殺意の罠             | 長野洋   | 永野靖忠 | 12.8%  |

※ 全作ビデオ撮影

## 関連作品

### エアロビクス殺人事件
本シリーズの放送前の1983年11月12日には、本シリーズとキャストやスタッフやストーリーが似ており本シリーズを制作するきっかけとなった作品でもある『エアロビクス殺人事件』が同枠で放送されている。視聴率は23.1%。フィルム撮影。

#### キャスト（エアロビクス殺人事件）
- 花岡愛（エアロビクス教室経営者）〈33〉 - 松尾嘉代
- 柚原千晶（エアロビクスインストラクター）〈23〉 - 佳那晃子
- 西本缶夫（愛のマネージャー）〈33〉 - 荻島真一
- 戸村美紀（戸村の妻）〈33〉 - 二宮さよ子
- 黒部花子（ダンス教室のチーフ指導員）〈26〉 - 高沢順子
- 戸村邦男（運送会社社長）〈48〉 - 菅原謙次
- きたむらあきこ、川島芳美、三上あい、吉佐美聖子、長島隆一、平野稔、稲葉年治、水森コウ太、池田功、一瀬浩道、大友俊二、後藤義明、中川雅也、百瀬三那子、大久保敏子、中村恵美子、伊川奈美、斉藤美果、菅原マキ・レディス・トレーニングルーム（佐々木みゆき、山田美穂子、東千代子、加藤恵子、本石マユミ）、柴田侊彦、守田比呂也、南美希子、橋本功

#### スタッフ（エアロビクス殺人事件）
- 脚本 - 須川栄三
- 監督 - 齋藤武市
- 音楽 - 甲斐正人
- プロデューサー - 西川善男、田村嘉男、塙淳一
- 制作 - テレビ朝日、東宝映像

### 殺意のお茶会
2000年4月29日には、本シリーズ第2作『奈良大和路茶の湯の旅・家元相続をめぐる女たちの華麗な斗い』をリメイクした『殺意のお茶会』が同枠で放送されている。視聴率は17.1%。

#### キャスト（殺意のお茶会）
- 立木梢（良基の内弟子） - 古手川祐子
- 菅原彰子（事務長） - 中村綾
- 室生朝生（良基の長男） - 菊池隆則
- 室生達矢（良基の次男） - 岡野進一郎
- 室生良基（室生流16代家元） - 青山良彦
- 荒川（神奈川県警警部補） - 山形恵介
- 足立（神奈川県警刑事） - 岩松廉
- 山田早苗 - 川勝あか梨
- 斎村依志彦（作家） - 外山誠二
- 勝目（神奈川県警刑事） - 秋間登
- 井上（神奈川県警刑事） - 青柳三十六
- 大倉雄三（達矢の縁談相手の父） - 飯田和平
- 杉本可奈（女優） - 杉澤美紀
- 大倉の妻 - 姉崎公美
- 広沢孟（陶芸家） - 磯部勉
- 吉本福二（古美術商） - 藤木孝
- 水口公平（陶居庵） - 内田稔
- 老婆 - 新村礼子
- 室生美弥子（良基の妻・元女優） - 大空眞弓
- 臼井守、佐藤秀樹、秋元めぐみ、斎藤譲、河野清人、深山ちとせ、三咲順子、葉山純士郎、森谷佳代子、山形絵里子、山田智範、行田由衣、梶川宏美、増川研一郎、天衣舞、紫琳

#### スタッフ（殺意のお茶会）
- 原案 - 須川栄三
- 脚本 - 篠崎好
- 監督 - 池広一夫
- 茶道指導 - 茂木正子
- プロデューサー - 池ノ上雄一、塙淳一
- 制作 - テレビ朝日、東映